# Andrea Nahles
Andrea Maria Nahles (Mendig, 20 de juny de 1970) és una expolítica alemanya.
Va exercir de diputada al Bundestag pel Partit Socialdemòcrata d'Alemanya (SPD), del qual fou presidenta des del 22 d'abril de 2018 fins a la seva dimissió el 3 de juny de 2019, com a conseqüència dels mals resultats de l'SPD a les eleccions europees d'aquell any. Anteriorment havia estat ministra federal de Treball i Afers Socials entre 2013 i 2017, dins del govern de coalició d'Angela Merkel, i líder de les joventuts del partit.
És coneguda per ser crítica amb l'Agenda 2010 de Gerhard Schröder, i és considerada de l'esquerra de l'SPD.